# NGC 5370
NGC 5370 је спирална галаксија у сазвежђу Велики медвед која се налази на NGC листи објеката дубоког неба.
Деклинација објекта је + 60° 40' 43" а ректасцензија 13h 54m 9,1s. Привидна величина (магнитуда) објекта NGC 5370 износи 13,1 а фотографска магнитуда 14,1. NGC 5370 је још познат и под ознакама UGC 8832, MCG 10-20-44, CGCG 295-22, PGC 49408.